# Analamanga
Analamanga je region ve středním Madagaskaru, kde se nachází hlavní město Antananarivo a okolní metropolitní oblast. Region má rozlohu 17 488 kilometrů čtverečních a v roce 2018 zde žilo 4 325 226 obyvatel.

## Administrativní dělení
Region Analamanga je rozdělen do osmi okresů, které jsou dále rozděleny do 140 obcí.
- Okres Ambohidratrimo – 24 obcí
- Okres Andramasina – 14 obcí
- Okres Anjozorobe – 18 obcí
- Okres Ankazobe – 15 obcí
- Okres Antananarivo-Atsimondrano – 26 obcí
- Okres Antananarivo-Avaradrano – 16 obcí
- Okres Antananarivo-Renivohitra – 1 obec; město Antananarivo
- Okres Manjakandriana – 23 obcí

## Geografie
Region se rozprostírá především směrem na sever od hlavního města. Na severu sousedí s regionem Betsiboka, na západě s regiony Bongolava a Itasy, na východě s regionem Alaotra Mangoro a na jihu s regionem Vakinankaratra.

### Řeky
Hlavní řeky jsou řeka Betsiboka a řeka Ikopa.

### Hlavní jezera
Mezi hlavní jezera patří jezero Mantasoa (1 375 ha) a Tsiazompaniry (2 333 ha).

## Doprava

### Letiště
- Letiště Antananarivo

## Chráněné oblasti
- Komplex Anjozorobe-Angavo
- Přírodní rezervace Ambohitantely